# Tamar Svetlin
Tamar Svetlin (Lubiana, 30 luglio 2001) è un calciatore sloveno, centrocampista del Korona Kielce.

## Caratteristiche tecniche
È un centrocampista centrale.

## Carriera

### Club
Cresciuto nel settore giovanile del Domžale, il 6 aprile 2019 debutta in prima squadra giocando l'incontro di 1. SNL vinto 3-2 contro il Celje. In seguito gioca nella prima divisione slovena proprio con il Celje ed anche con il Bravo.

### Nazionale
Ha giocato nelle nazionali giovanili slovene Under-17 ed Under-19.
Nel 2021 viene convocato dalla nazionale Under-21 per il campionato europeo di categoria; il 24 marzo scende in campo nel match della fase a gironi contro la Spagna.
Il 20 gennaio 2024 fa invece il suo esordio in nazionale maggiore, nella gara amichevole vinta 0-1 contro gli Stati Uniti.
Il 6 giugno 2025, alla seconda presenza, realizza la sua prima rete per la massima selezione slovena decidendo l'amichevole vinta 0-1 in casa del Lussemburgo.

## Statistiche
Statistiche aggiornate al 24 marzo 2025.

### Presenze e reti nei club
| Stagione        | Squadra         | Campionato      | Campionato | Campionato | Coppe nazionali | Coppe nazionali | Coppe nazionali | Coppe continentali | Coppe continentali | Coppe continentali | Altre coppe | Altre coppe | Altre coppe | Totale | Totale | Totale |
| Stagione        | Squadra         | Comp            | Pres       | Reti       | Comp            | Pres            | Reti            | Comp               | Pres               | Reti               | Comp        | Pres        | Reti        | Pres   | Reti   |        |
| --------------- | --------------- | --------------- | ---------- | ---------- | --------------- | --------------- | --------------- | ------------------ | ------------------ | ------------------ | ----------- | ----------- | ----------- | ------ | ------ | ------ |
| 2018-2019       | Domžale         | 1.SNL           | 2          | 0          | CS              | 0               | 0               |                    | -                  | -                  |             | -           | -           | 2      | 0      |        |
| 2019-2020       | Domžale         | 1.SNL           | 21         | 1          | CS              | 2               | 0               | UEL                | 0                  | 0                  |             | -           | -           | 23     | 1      |        |
| 2020-2021       | Domžale         | 1.SNL           | 32         | 3          | CS              | 3               | 0               |                    | -                  | -                  |             | -           | -           | 35     | 3      |        |
| Totale Domžale  | Totale Domžale  | Totale Domžale  | 55         | 4          |                 | 5               | 0               |                    | 0                  | 0                  |             | -           | -           | 60     | 4      |        |
| 2021-2022       | Celje           | 1.SNL           | 28         | 3          | CS              | 3               | 0               |                    | -                  | -                  |             | -           | -           | 31     | 3      |        |
| lug.-ago. 2022  | Celje           | 1.SNL           | 4          | 0          | CS              | 0               | 0               |                    | -                  | -                  |             | -           | -           | 4      | 0      |        |
| set. 2022-2023  | Bravo           | 1.SNL           | 23         | 2          | CS              | 1               | 0               |                    | -                  | -                  |             | -           | -           | 24     | 2      |        |
| 2023-2024       | Celje           | 1.SNL           | 30         | 4          | CS              | 1               | 0               | UECL               | 4                  | 0                  |             | -           | -           | 35     | 4      |        |
| 2024-2025       | Celje           | 1.SNL           | 19         | 1          | CS              | 1               | 0               | UCL+UECL           | 3+10               | 1+4                |             | -           | -           | 33     | 6      |        |
| Totale Celje    | Totale Celje    | Totale Celje    | 81         | 8          |                 | 5               | 0               |                    | 17                 | 5                  |             | -           | -           | 103    | 13     |        |
| Totale carriera | Totale carriera | Totale carriera | 159        | 14         |                 | 11              | 0               |                    | 17                 | 5                  |             | -           | -           | 187    | 19     |        |

### Cronologia presenze e reti in nazionale
| Cronologia completa delle presenze e delle reti in nazionale ― Stati Uniti | Cronologia completa delle presenze e delle reti in nazionale ― Stati Uniti | Cronologia completa delle presenze e delle reti in nazionale ― Stati Uniti | Cronologia completa delle presenze e delle reti in nazionale ― Stati Uniti | Cronologia completa delle presenze e delle reti in nazionale ― Stati Uniti | Cronologia completa delle presenze e delle reti in nazionale ― Stati Uniti | Cronologia completa delle presenze e delle reti in nazionale ― Stati Uniti | Cronologia completa delle presenze e delle reti in nazionale ― Stati Uniti |
| Data                                                                       | Città                                                                      | In casa                                                                    | Risultato                                                                  | Ospiti                                                                     | Competizione                                                               | Reti                                                                       | Note                                                                       |
| -------------------------------------------------------------------------- | -------------------------------------------------------------------------- | -------------------------------------------------------------------------- | -------------------------------------------------------------------------- | -------------------------------------------------------------------------- | -------------------------------------------------------------------------- | -------------------------------------------------------------------------- | -------------------------------------------------------------------------- |
| 20-1-2024                                                                  | San Antonio                                                                | Stati Uniti                                                                | 0 – 1                                                                      | Slovenia                                                                   | Amichevole                                                                 | -                                                                          | 46’                                                                        |
| 6-6-2025                                                                   | Lussemburgo                                                                | Lussemburgo                                                                | 0 – 1                                                                      | Slovenia                                                                   | Amichevole                                                                 | 1                                                                          | 78’                                                                        |
| 10-6-2025                                                                  | Celje                                                                      | Slovenia                                                                   | 2 – 1                                                                      | Bosnia ed Erzegovina                                                       | Amichevole                                                                 | -                                                                          | 66’                                                                        |
| Totale                                                                     |                                                                            | Presenze                                                                   | 3                                                                          |                                                                            | Reti                                                                       | 1                                                                          |                                                                            |

## Palmarès

### Club

#### Competizioni nazionali
- Campionato sloveno: 1

Celje: 2023-2024
- Coppa di Slovenia: 1

Celje: 2024-2025